# Dierk Schmidt
Dierk Schmidt (* 1965 in Unna) ist ein deutscher Künstler, der sich primär der Mittel von Malerei, Zeichnung und Semiotik bedient.

## Leben
Dierk Schmidt studierte von 1984 bis 1986 Kunstgeschichte und Philosophie an der Universität Bonn. 1987 wechselte er zum Kunststudium auf die Kunstakademie Düsseldorf, welches er 1992 als Meisterschüler von Prof. Hüppi abschloss. Von 1996 bis 1997 studierte er an der Rijksakademie van beeldende kunsten in Amsterdam.
Seitdem arbeitet Schmidt als freier Künstler, schreibt aber auch für das Kunstmagazin springerin. In seinen malerischen Arbeiten und Installationen beschäftigt er sich mit der kritischen Definition und Erweiterung des Historienbildes, sowohl im Sinne der künstlerischen Bedeutung des Wortes (Historienmalerei) als auch im Sinne der Vorstellungen über Geschichte (Geschichtsbild). Er nutzt als Bildträger oft PVC- und Spiegelfolie, wobei sein malerischer Ausdruck eher grafisch ist, andererseits malt er auch realistisch-expressiv in Öl. Seine bekannteste Arbeit mit dem Titel Die Teilung der Erde setzt sich mit Kolonialgeschichte, besonders der Berliner Afrika-Konferenz auseinander. Die Arbeit wurde unter anderem 2007 auf der Documenta gezeigt.
Schmidt lebt und arbeitet in Berlin.

## Ausstellungen

### Einzelausstellungen (Auswahl)
- 2011: Image Leaks. Zur Bildpolitik der Ressource, Frankfurter Kunstverein, Frankfurt am Main
- 2007: Die Teilung der Erde - Tableaux zu Synopsen der Berliner Afrika-Konferenz, Kunstraum der Leuphana Universität Lüneburg
- 2005: Die Teilung der Erde, Salzburger Kunstverein, Salzburg.[1]
- 2004: Geiseln, Gesellschaft für Aktuelle Kunst, Bremen.[2]
- 2004: 2 aus ... Berlin - zusammen mit Frank Kästner, Kasseler Kunstverein, Kassel.[3]
- 2001: Ich weiß was, was du nicht weißt - when opinion becomes an occasion for calculation, Kunstraum objectif, Antwerpen.[4]

### Teilnahme an Gruppenausstellungen (Auswahl)
- 2007: Gesellschaftsbilder - Zeitgenössische Malerei, Kunstverein in Hamburg.[5]
- 2007: documenta 12, Kassel. Gezeigt wurde die Arbeit Die Teilung der Erde – Tableaux zu rechtlichen Synopsen der Berliner Afrika-Konferenz.[6]
- 2007: Projecting Time, Badischer Kunstverein, Karlsruhe.[7]
- 2007: Trienal de Luanda 2007, Luanda.[8]
- 2006: EXCESS, Z33, Hasselt.[9]
- 2005: Be what you want but stay where you are. Witte de With, Rotterdam.[10]
- 2005: DIE REGIERUNG - Paradiesische Handlungsräume, Wiener Secession, Wien.[11]
- 2004: Tauchfahrten - Zeichnung als Reportage, Kunstverein Hannover[12] und Kunsthalle Düsseldorf.[13] Gezeigt wurden Skizzen zur Arbeit Aufteilung der Welt/Konferenz über Reparationszahlungen.
- 2004: How do we want to be governed?, MACBA, Barcelona.[14]
- 2004: Ex Argentina - Schritte zur Flucht von der Arbeit zum Tun, Museum Ludwig, Köln.[15]
- 2004: 3. berlin biennale für zeitgenössische kunst, Berlin Biennale.[16]
- 2003: PolyPol 4, Württembergischer Kunstverein, Stuttgart.[17]
- 2003: Formen der Organisation, gezeigt an der HGB Leipzig[18] und im Kunstraum der Universität Lüneburg.[19]
- 2002: Geschichte(n), Salzburger Kunstverein, Salzburg.[20]
- 2002: Die Gewalt ist der Rand aller Dinge, Generali Foundation, Wien.[21]
- 2000: gouvernementalität, Alte Kestner Gesellschaft, Hannover.[22]
- 1999: Trouble spot - painting, Museum van Hedendaagse Kunst (MuHKA), Antwerpen.[23]